# Vitis arizonica
Vitis arizonica är en vinväxtart som beskrevs av Georg George Engelmann. Vitis arizonica ingår i vinsläktet, och familjen vinväxter. Inga underarter finns listade i Catalogue of Life.

## Beskrivning
Arten är en vilt växande vinstock med 3,8–8,3 centimeter stora lönnliknande blad och små vita blommor. Druvorna, som mognar i juli och augusti, är mörklila med sträv smak.

## Utbredning
Arten växer i närheten av vattendrag och raviner längs Nordamerikas västkust från Nevada till norra Mexiko.

## Användning
På grund av den sträva smaken används druvorna främst till sylt, gelé och juice samt för att brygga vin. Puebloindianerna äter druvorna direkt från vinstocken eller torkar dem till russin. Druvorna äts också av många smådjur och fåglar.